# Чорталка
Чорта́лка —  село в Україні, в Доманівській селищній громаді Вознесенського району Миколаївської області. Населення становить 76 осіб. Орган місцевого самоврядування — Доманівська селищна рада.